# Apomecyna lameerei
Apomecyna lameerei là một loài bọ cánh cứng trong họ Cerambycidae.